# 陳昊 (1995年)
陳昊（1995年3月26日—），陝西省人，中國大陸男演員。 2018出演《遠大前程·雙龍會》陳崢一角出道，2021年出演電視劇《你是我的城池營壘》飾演束文波受到關注。

## 影視作品

### 電視劇/網絡劇
| 年份 | 電視劇名稱       | 角色           | 備註   |
| 2018 | 遠大前程·雙龍會  | 陳崢           | 網絡劇 |
| 2018 | 钟馗捉妖记       | 方既白         |        |
| 2018 | 愛國者           | 丁康           |        |
| 2020 | 高大霞的火紅年代 | 傅家莊         |        |
| 2020 | 燕雲台           | 耶律隆緒(成年) |        |
| 2021 | 你是我的城池營壘 | 束文波         |        |
| 2023 | 我的助理不简单   | 鄭前           |        |

### 電影
| 年份 | 電影名稱         | 角色   | 備註     |
| 2018 | 《超時空同居》   |        | 客串     |
| 2020 | 《我和我的家鄉》 |        | 客串     |
| 2021 | 《凡人英雄》     | 江小天 | 網絡電影 |
| 2021 | 《误杀2》        | 黃毛   |          |

## 外部連結
- 陳昊的新浪微博
- 陳昊在豆瓣上的资料（简体中文）